# Народная прогрессивная партия (Вануату)
Народная прогрессивная партия (англ. People's Progress Party, фр. Parti progressiste populaire) — политическая партия Вануату. На парламентских выборах 6 июля 2004 года получила 3 места из 52. Её лидер, Сато Килман являлся министром иностранных дел Вануату с декабря 2004 по июль 2007 года. Он сделал партию важным членом парламентской коалиции с Национальной объединённой партией премьер-министра Гама Лини, однако в июле 2007 года, вследствие обвинений в коррупции, Лини исключил Народную прогрессивную партию из коалиции и уволил её представителя из кабинета министров. Однако после парламентского вотума недоверия премьер-министру Эдуарду Натапеи 2 декабря 2010 года было сформировано новое коалиционное правительство во главе с Сато Килманом, в котором представлены почти все крупные партии Вануату, за исключением Союза умеренных партий.